# Mar de Yatsushiro
El mar de Yatsushiro (八代海, Yatsushiro-kai) o mar de Shiranui (不知火海, Shiranui-kai) es un mar interior semicerrado del archipiélago japonés, que separa la isla de Kyūshū de las islas Amakusa. La población más importante de su costa es Kumamoto, pero hacia el sur limita también con Kagoshima, con Yatsushiro y Minamata. Al norte tiene el mar de Ariake y al sur el mar de China Oriental.

## Polución con mercurio
Durante las décadas de los 1950 y los 1960 el mar fue contaminado con mercurio por Chisso Corporation, una fábrica de productos químicos de Minamata. El mercurio es un elemento altamente tóxico capaz de almacenarse en los organismos, que afectó a los moluscos y peces, los cuales fueron digeridos por la población local, dando lugar a la que fue llamada Enfermedad de Minamata. Esta dolencia fue la causa de muchas muertes y volvió inválidos a muchas otras personas, todas en torno al Mar de Yatsushiro. 
El ecosistema marino también fue profundamente perjudicado.
- Datos: Q49560
- Multimedia: Yatsushiro Sea / Q49560